# Zoltán Mechlovits
Zoltán Mechlovits, född 1891 i Österrike-Ungern, död 25 mars 1951 var en ungersk bordtennisspelare.
Mechlovits förlorade mot Roland Jacobi när han tog hem den första singeltiteln i London 1926. Han fick dock sin revansch i Stockholm 1928 när han vann mot landsmannen László Bellák med 3-2 i set (8-12, 18-21, 24-22, 21-12, 21-15). 
Med ungerska laget tog han tre titlar och tillsammans med Mária Mednyánszky två i mixed dubbel.

## Meriter
- Bordtennis VM
  - 1926 i London
    - 2:a plats singel
    - 2:a plats dubbel med Béla von Kehrling
    - 1:a plats mixed dubbel med Mária Mednyánszky
    - 1:a plats med det ungerska laget

  - 1928 i Stockholm 
    - 1:a plats singel
    - 3:e plats dubbel med Roland Jacobi
    - 1:a plats mixed dubbel med Mária Mednyánszky
    - 1:a plats med det ungerska laget

  - 1929 i Budapest
    - 3:e plats singel
    - 3:e plats mixed dubbel med Mária Mednyánszky
    - 1:a plats med det ungerska laget

- Ungerska mästerskapen - guldmedaljer
  - 1910 – 1:a plats dubbel med Roland Jacobi
  - 1911 – 1:a plats singel och 1:a plats dubbel med Roland Jacobi
  - 1925 – 1:a plats singel och 1:a plats dubbel med Dániel Pécsi
  - 1926 – 1:a plats singel, 1:a plats dubbel med Erwin Freudenheim, Österrike och 1:a plats mixed dubbel med Lili Friedmann
  - 1928 – 1:a plats singel, 1:a plats dubbel med Dániel Pécsi och 1:a plats mixed dubbel med Mária Mednyánszky)

- Internationella mästerskap
  - 1926 i Berlin – 1:a plats singel
  - 1927 i Berlin  – 4:e plats singel och 1:a plats dubbel med Béla von Kehrling
  - 1928 i Berlin  – 3:e plats dubbel med Adrian Haydon) och 2:a plats mixed dubbel med Mária Mednyánszky